# 阎子祥
阎子祥（1911年8月6日—2000年1月7日），男，山西临猗人，中国政治人物。1927年参加革命，曾任长沙市市长，国家建筑工程总局副局长，中国建筑学会理事长。

## 生平
1911年8月6日生于山西省临猗县的一个贫苦农民家庭。1927年秋考入运城师范学校，同年10月加入中国共产党，历任运城师范学校党支部书记，太原兵工厂党支部书记，正太铁路阳泉站（晋绥军运处）文书，中共太原市委书记，山西省特委成员兼运城地委特派员。抗日战争时期，历任晋西南河东党工委书记，延安鲁迅艺术学院党总支书记，陕甘宁边区银行农贷处处长。1945年冬任晋绥第十专署专员。第二次国共内战时期，先后任吕梁区党委秘书长，晋中区党委常委、组织部部长。1949年8月随军南下，参加湖南省长沙市的军管工作。
1949年10月中华人民共和国成立后，阎子祥担任长沙市人民政府首任市长、市委副书记。1953年后，调入国家机关工作，历任建筑工程部中央设计院院长，建筑工程部设计总局副局长、局长，建筑工程部设计局局长，建筑工程部党委委员。文化大革命期间遭到批斗，被下放至五七干校劳动。1973年担任中国建筑科学研究院党委书记。1979年担任国家建筑工程总局党组副书记，副局长，中国建筑学会理事长。1983年离休。担任中国建筑学会副理事长，顾问。享受副部长级医疗待遇。
2020年1月7日在北京逝世，享年89岁。